# Thaumalea vartula
Thaumalea vartula är en tvåvingeart som beskrevs av Schmid 1970. Thaumalea vartula ingår i släktet Thaumalea och familjen mätarmyggor. Inga underarter finns listade i Catalogue of Life.